# Spigolature dagli scritti di Bahá'u'lláh

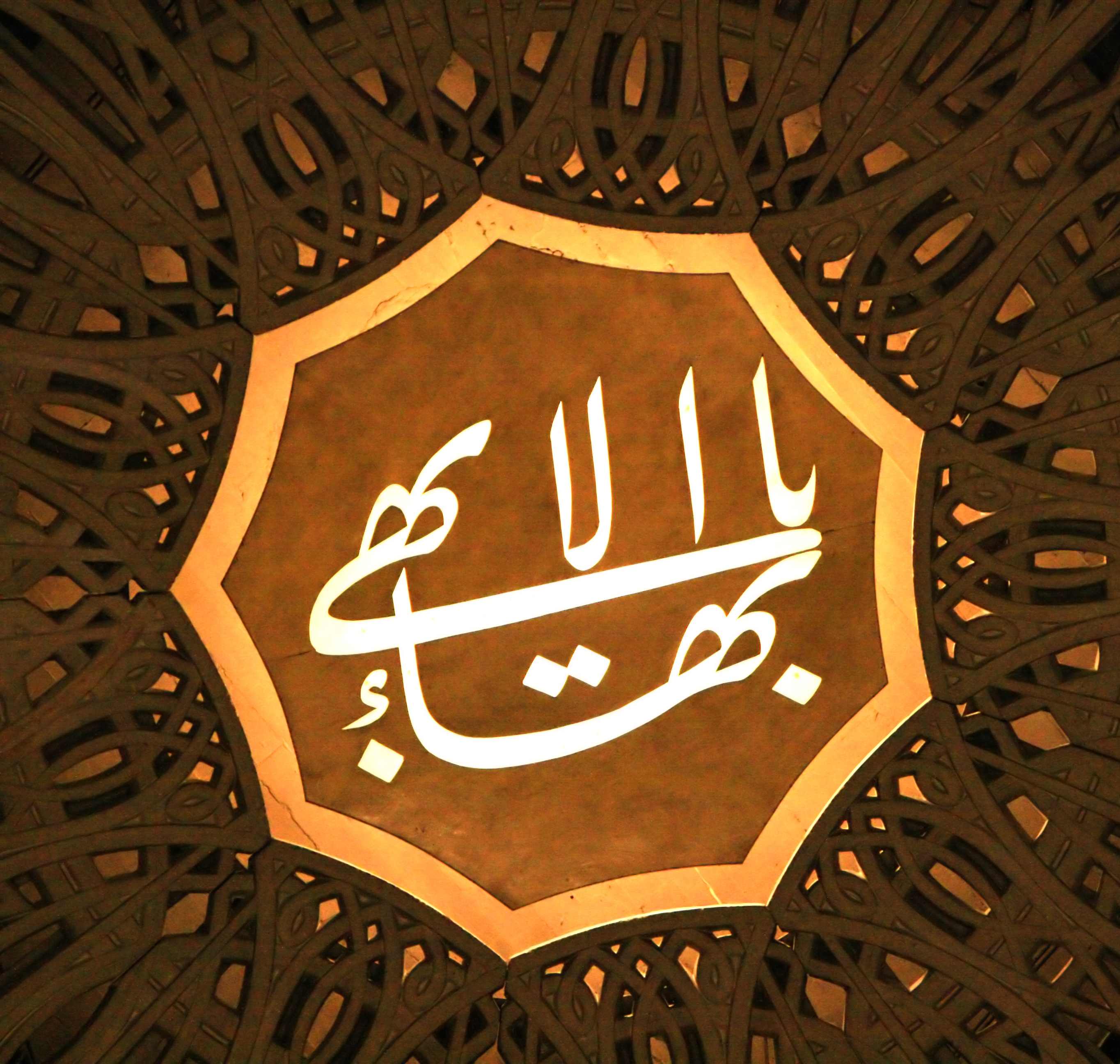
Il Più Grande Nome

Spigolature dagli scritti di Bahá'u'lláh è una raccolta di tavole e di estratti da scritti di Bahá'u'lláh, il fondatore della religione bahai. Shoghi Effendi, capo della Fede bahai dal 1921 al 1957, ne ha curato la selezione, la traduzione in inglese e la pubblicazione della prima edizione nel 1935.
L'opera comprende la natura più significativa e rappresentativa degli scritti di Bahá'u'lláh del quale sintetizza il pensiero e la missione
Il libro, diviso in cinque parti, per omogeneicità di argomenti, contiene, in maniera sintetica e didascalica, i più importanti principi della religione bahai:
1. Il Giorno di Dio (tavole 1-18)

()
1. Le Manifestazioni di Dio (tavole 19-69)

()
1. L'anima e la sua immortalità (tavole 70-99)

()
1. L'ordine mondiale e la più grande Pace (tavole 100-121)

()
1. I doveri dell'individuo e l'implicito valore spirituale della vita umana (tavole 122-166)

()
L'opera comprende anche alcuni brani estratti dagli scritti:
- Lettera al figlio del lupo
- Le parole celate
- Kitáb-i-Aqdas
- Kitáb-i-Íqán

Questa selezione degli scritti di Bahá'u'lláh è molto conosciuta dai Bahai specialmente occidentali. Rúhíyyih Khanum, la vedova di Shoghi Effendi, l'ha definita un magnifico regalo ai Bahá'í dell'occidente. La regina Maria di Romania scrisse: anche gli scettici vi troverebbero una potente forza. L'opera è stata tradotta in molte lingue incluso l'italiano.